# Radnički nogometni klub Split 2012-2013

## Rosa
| N. |                                 | Ruolo | Calciatore             |
| -- | ------------------------------- | ----- | ---------------------- |
| 1  | Croazia (bandiera)              | P     | Andrija Vuković        |
| 3  | Croazia (bandiera)              | D     | Denis Glavina          |
| 4  | Croazia (bandiera)              | D     | Ivica Križanac         |
| 5  | Bosnia ed Erzegovina (bandiera) | D     | Velimir Vidić          |
| 6  | Croazia (bandiera)              | D     | Tomislav Glumac        |
| 7  | Croazia (bandiera)              | C     | Ante Babić             |
| 8  | Croazia (bandiera)              | C     | Ante Vitaić            |
| 9  | Croazia (bandiera)              | A     | Ivan Baraban           |
| 10 | Bosnia ed Erzegovina (bandiera) | C     | Zajko Zeba             |
| 11 | Croazia (bandiera)              | A     | Ante Rebić             |
| 12 | Croazia (bandiera)              | P     | Danijel Zagorac        |
| 13 | Croazia (bandiera)              | D     | Damir Rašić            |
| 14 | Croazia (bandiera)              | D     | Duje Vučemilović-Grgić |
| 15 | Bosnia ed Erzegovina (bandiera) | C     | Mario Kvesić           |
| 16 | Croazia (bandiera)              | D     | Tomislav Radotić       |
| 17 | Croazia (bandiera)              | C     | Mate Pehar             |

| N. |                                 | Ruolo | Calciatore       |
| -- | ------------------------------- | ----- | ---------------- |
| 18 | Croazia (bandiera)              | C     | Josip Serdarušić |
| 19 | Croazia (bandiera)              | A     | Dražen Jelić     |
| 20 | Bosnia ed Erzegovina (bandiera) | D     | Ivan Radeljić    |
| 22 | Croazia (bandiera)              | A     | Aljoša Vojnović  |
| 23 | Croazia (bandiera)              | C     | Goran Paracki    |
| 24 | Croazia (bandiera)              | C     | Ante Erceg       |
| 25 | Croazia (bandiera)              | D     | Filip Marčić     |
| 26 | Croazia (bandiera)              | C     | Nino Galović     |
| 30 | Croazia (bandiera)              | P     | Hrvoje Sunara    |
| 32 | Croazia (bandiera)              | A     | Dražen Bagarić   |
| 33 | Bosnia ed Erzegovina (bandiera) | C     | Mirko Hrgović    |
| 34 | Camerun (bandiera)              | A     | Henri Belle      |
|    | Croazia (bandiera)              | D     | Matej Petrović   |
|    | Canada (bandiera)               | A     | Taj Sangara      |
|    | Croazia (bandiera)              | A     | Josip Fuček      |